# Ortsumgehung

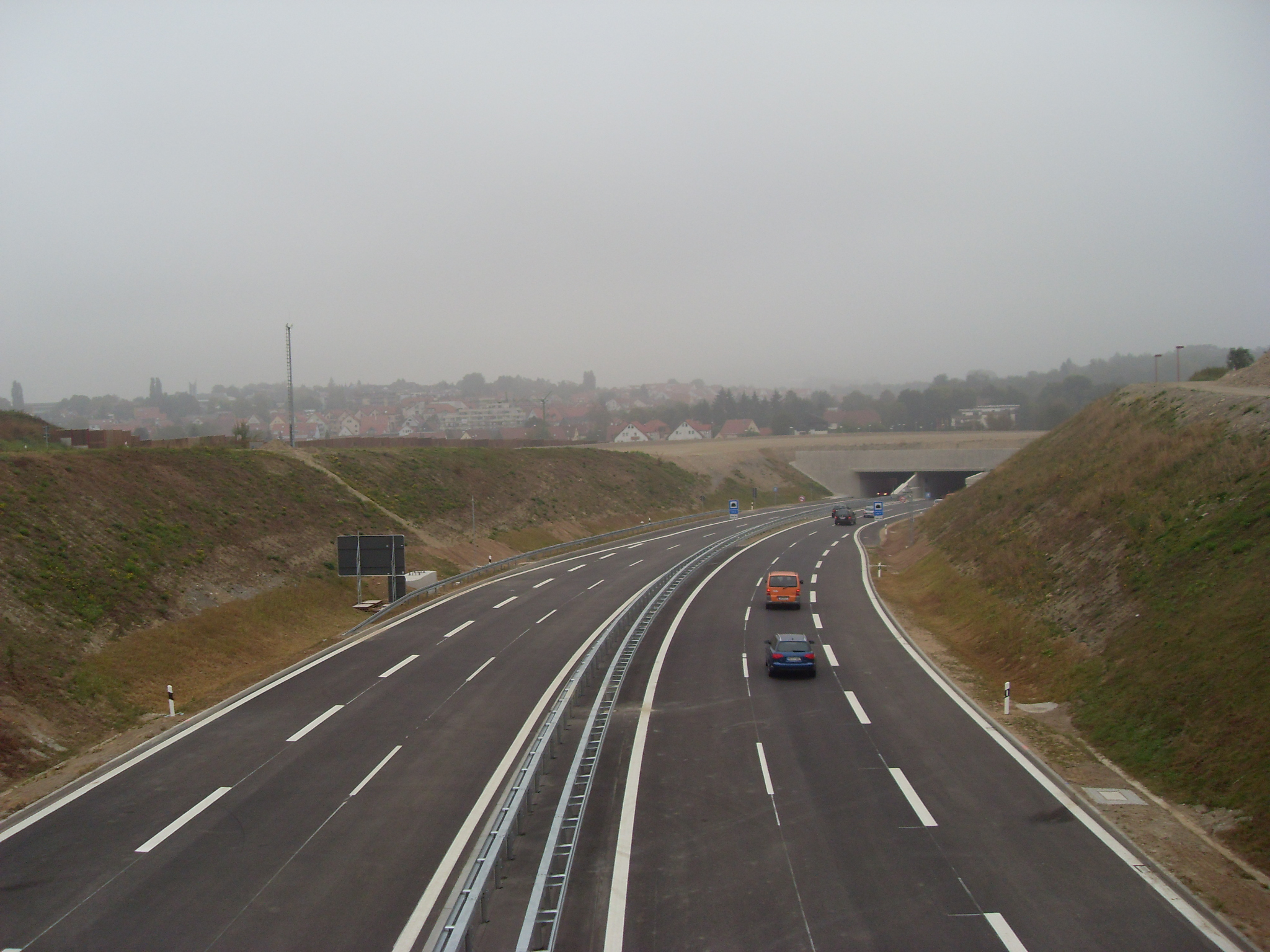
Ortsumfahrung der B 14 von Winnenden mit dem Tunnel Leutenbach.

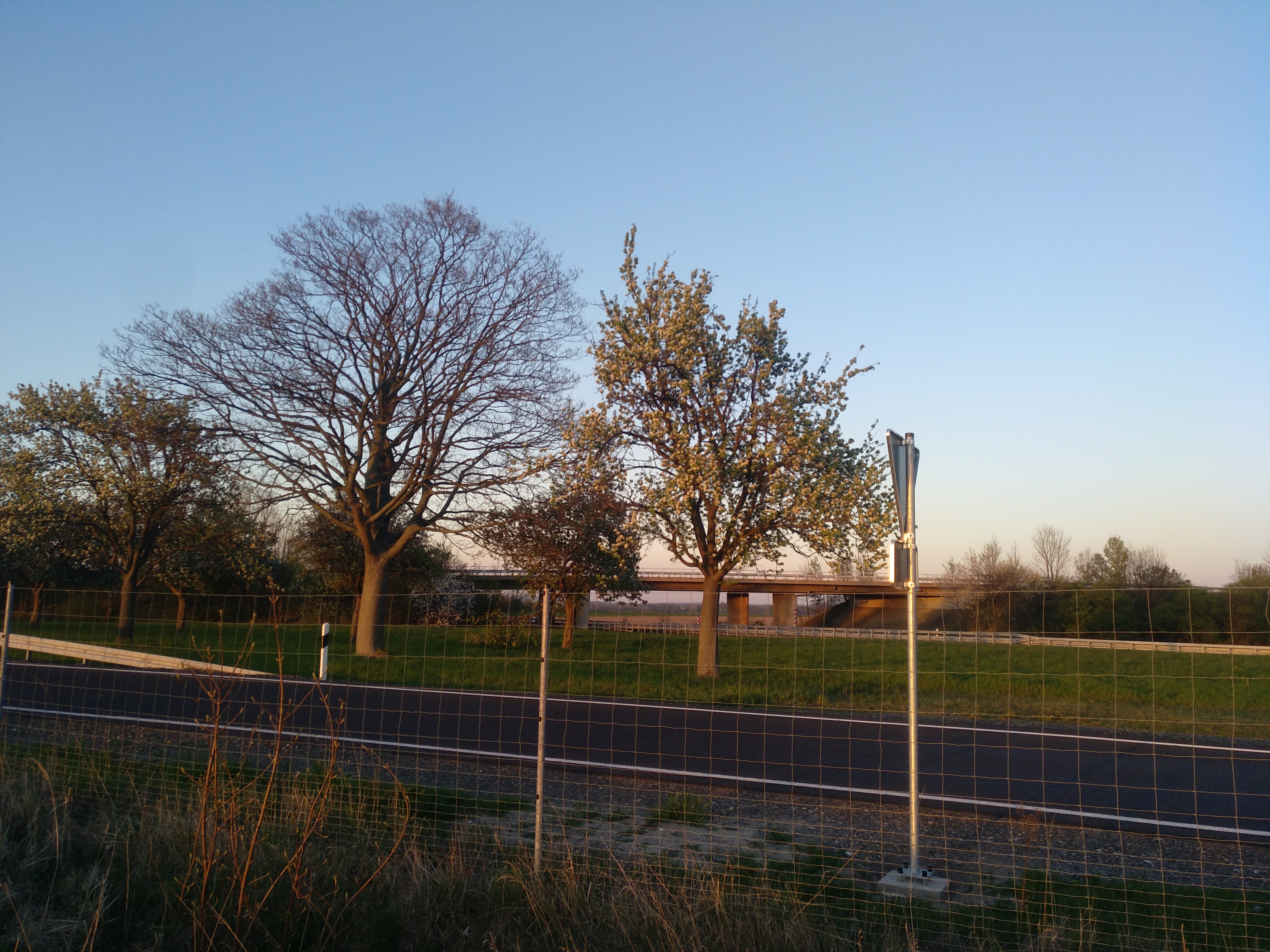
Reste einer Allee an der A 369 bei Vienenburg; ursprünglich verlief hier die B 4 in den Ort hinein. Der spätere Autobahnbau war zunächst eine reine Ortsumgehung.

Eine Ortsumgehung oder Umgehungsstraße (Deutschland) bzw. eine Umfahrungsstraße (Österreich, Schweiz) ist eine Straße, die einen Ort vom Straßenverkehr, insbesondere vom Fernverkehr bzw. Durchgangsverkehr, entlasten und den Verkehrsfluss verbessern soll. 
Umfahrungsstraßen sind entweder in Ringform angelegt oder führen einseitig am Ortskern vorbei. Im letztgenannten Fall werden sie häufig nach ihrer Verlaufsrichtung benannt (z. B. Nordumgehung/Nordumfahrung). 
Es gibt auch Straßen, die um besondere Einrichtungen führen, insbesondere solche von militärischer Bedeutung. So entstand nördlich von Nauen eine Umgehung im Verlauf der B 273, um die Nähe der Sendeanlagen zu vermeiden und ebenfalls an der B 179 nördlich von Königs Wusterhausen an der dortigen Sendeanlage. Auf diese Weise wird der Durchgangsverkehr aus den Arealen ferngehalten.
Die Überlegung, dem lang bewährten Straßennetz diese neuen Trassen hinzuzufügen, kam Anfang der 1950er Jahre auf (vgl. Autogerechte Stadt).

## Teilortsumgehung/Teilumfahrung
Im Gegensatz zur Ortsumgehung wird bei einer Teilortsumgehung (Deutschland) oder einer Teilumfahrung (Schweiz) nicht der komplette Ort umgangen; stattdessen wird die Straße innerhalb des Ortes auf eine neue Trasse verlegt, auf der der Durchgangsverkehr die Ortschaft besser passieren kann. Teilortsumgehungen werden dann gebaut, wenn eine vollständige Umgehungsstraße wirtschaftlich oder technisch nicht sinnvoll ist. Die Planung einer Teilortsumgehung ist eng mit der Stadtplanung der jeweiligen Ortschaft verbunden.
Von einer Teilumfahrung abzugrenzen ist die Spange, die zwei Hauptachsen miteinander verbindet.

## Beeinflussung der Verkehrsströme
Ursprünglich entwickelten sich Ortschaften an Verkehrswegen, weil der Handel, als Voraussetzung für sich entwickelnde Gemeinden, ohne geeignete Verkehrswege nicht möglich ist. Was zunächst vor allem ein Standortvorteil war, entwickelte sich mit dem Aufkommen des Kraftverkehrs allerdings mehr und mehr zur Belastung.
Der Regionalverkehr entsteht im Wesentlichen aus der Belieferung von Handelsunternehmen und Industriebetrieben, dem Warenversand ortsansässiger Unternehmen sowie aus dem privaten und öffentlichen Personenverkehr auf dem Weg zum Arbeitsplatz, zum Einkaufen oder für sonstige Besorgungen.
Ein Ansatz, der wenig überregionalen Verkehr anzieht, aber den Ortskern entlastet, ist eine langsame Umfahrungsstraße, die schmaler und mit engeren Kurven geplant wird. Die Zerstückelung der Umgehungsstraße unter Einsatz von Kreisverkehren ist in diesem Zusammenhang beliebt wie umstritten, weil sie auch als Zumutung empfunden wird.

## Deutschland
In Deutschland ist der Fachbegriff bezüglich dieser Straßen im Zuge von Bundesstraßen Ortsumgehung (s. §16 FStrG Bundesfernstraßengesetz). Sofern in Landesstraßengesetzen diese Straßen bezeichnet werden, wird auch hier der Begriff Ortsumgehung verwendet (Beispiel: Saarländisches Straßengesetz (§64)). Weitere Bezeichnungen sind auch Ortsumfahrung oder Umgehungsstraße.

### Kontroversen

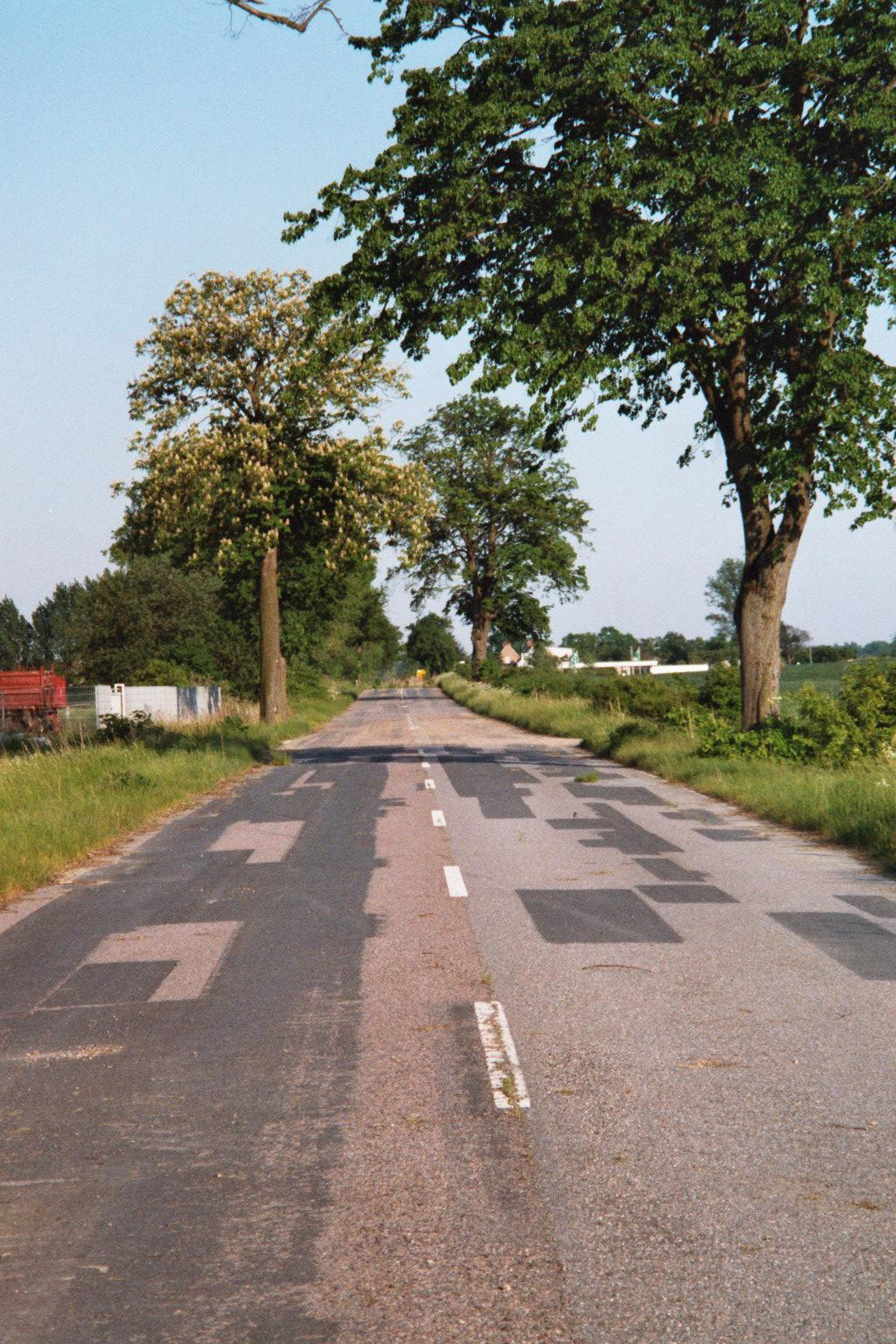
Teil der alten B 192 bei Penzlin (Mecklenburg-Vorpommern)

Die Planung von Ortsumgehungen ist oft Anlass für Diskussionen in der Kommunalpolitik, an denen nicht selten Bürgerinitiativen beteiligt sind. Auf der einen Seite gibt es Bürgerinitiativen, die den geplanten Straßenverlauf kritisieren, da zum Beispiel Anwohner am Stadtrand durch den Bau der Umgehung zusätzlich belastet werden oder weil sie naturschutzrechtliche Bedenken haben.
Auf der anderen Seite gibt es Bürgerinitiativen, die durch den Bau einer Ortsumfahrung eine Verkehrsentlastung für den Ort erwarten und mit ihrer Arbeit Planung und Bau vorantreiben wollen. Bei einigen dieser Pro-Straße-Bürgerinitiativen wurde nach Angaben des Spiegel die eigene Gründung durch die Gesellschaft zur Förderung umweltgerechter Straßen- und Verkehrsplanung (GSV), einer Lobbyorganisation der Automobil- und Straßenbauindustrie, initiiert.
Vielerorts sollen Umgehungsstraßen ganz oder teilweise auf bestehenden Eisenbahntrassen verlaufen, die hierzu stillgelegt, abgebaut und entwidmet werden müssen, gegebenenfalls entgegen Initiativen zu deren Erhalt oder Reaktivierung. Anderweitige Bebauung, Gewässer oder schützenswerte naturnahe Flächen erzwingen, zumindest in bergigem Gelände, häufig eine aufwändige Streckenführung mit Brücken oder Tunnels. Die erheblichen Kosten, die damit verbunden sind, verzögern oder verhindern nicht selten ebenfalls den Bau von Ortsumgehungen. Beide Problemfelder beeinflussen sich unter Umständen gegenseitig und verkomplizieren die Lösung von Interessenskonflikten weiter.
Eine weitere Problematik kann der Siedlungsdruck durch Handels- und Industriebetriebe im Bereich der Anschlussstellen darstellen. Die durch Ortsumgehungen entstehenden Erreichbarkeitsvorteile an den Anschlussstellen können Konkurrenzstandorte zu bestehenden Handelszentren, Stadt- und Ortskernen entstehen lassen. Diese geänderten Standortvorteile stellen eine besondere Herausforderung für die Raumordnung dar.
Generell sind die Effekte von Ortsumgehungen umstritten.

### Pro
Große Lobbyverbände wie Pro Mobilität, die Industrie- und Handelskammern oder die GSV, die sich für den Neubau zahlreicher Ortsumgehungen einsetzen, erwarten dabei:
- Verkehrsentlastungen innerorts
- einen allgemein besseren Verkehrsfluss
- damit weniger Stau und somit auch einen volkswirtschaftlichen Nutzen
- eine Verbesserung der Verkehrssicherheit
- Verringerung der Gesundheitsbelastungen durch Verkehrslärm und Abgase
- Wiederbelebung der Ortskerne
- Erhöhung der Fußgänger- und Radfahrerquote am innerörtlichen Gesamtverkehr

### Contra
Der Umweltlobbyverband BUND hingegen spricht beim Bau von Ortsumgehungen in einem Hintergrundpapier von Scheinlösungen. Er erwartet beim Ortsumgehungsbau:
- in den meisten Fällen nur geringfügige Lärmentlastungen
- bei Betrachtung in einem Gesamtvergleich keine Verbesserung der Verkehrssicherheit und keine Reduzierung der Unfallfolgekosten
- eine steigende Gesamtverkehrslast
- zumeist keine nennenswerte Verkehrsentlastung der Ortsdurchfahrten

Auch der ökologisch orientierte VCD sieht den Sinn derartiger Vorhaben kritisch.
Die Zeit resümiert: „Ortsumfahrungen... sind bei Hinterbänklern des Bundestages beliebte Vorzeigeprojekte. Das Bundesverkehrsministerium bekam freilich in einer von ihm selbst in Auftrag gegebenen Untersuchung bescheinigt, dass 60 Prozent der Projekte nichts oder kaum etwas zur Entlastung der Ortschaften beitragen.“ (Die Zeit vom 18. Juni 2003)

## Mögliche Alternativen zu einer Ortsumgehung
Um die Verkehrsbelastung von Ortschaften zu verringern, gibt es einige Alternativen. Dazu zählen Maßnahmen zur Reduzierung des Straßenverkehrslärms (z. B. Lärmschutzwände, Schallschutzfenster), Verkehrsvermeidung, Verkehrsverlagerung und Verkehrsberuhigung. LKW-Durchfahrtsverbote können an Strecken eingesetzt werden, bei denen aufgrund einer parallel verlaufenden mautpflichtigen Straße LKW-Ausweichverkehr durch die Ortschaften fährt.